# Willem Anker
Œuvres principales
Buys (2014)
Willem Anker est un romancier, dramaturge et universitaire sud-africain de langue afrikaans né le 3 février 1979 à Citrusdal (en), dans la province du Cap (actuelle province du Cap occidental). 

## Éléments biographiques
Après ses études secondaires à la Hugenote Hoërskool (lycée) de Wellington et son baccalauréat, obtenu en 1996, Willem Anker étudie à l'université de Stellenbosch où il obtient successivement une licence en afrikaans, anglais et philosophie en 1999, une maîtrise en écriture créative sous la direction de Marlene van Niekerk en 2003 et enfin un doctorat ès-lettres en 2007. Sa thèse de doctorat porte sur l'œuvre d'Alexander Strachan et Breyten Breytenbach.
Après une première expérience professionnelle dans le tissage de la laine angora, il voyage en Europe pendant trois mois et travaille brièvement comme agent de sécurité à Édimbourg.
De retour en Afrique du Sud, il anime un atelier d'écriture à l'université de Stellenbosch où il enseigne désormais la littérature au sein du département d'afrikaans et de néerlandais. Il collabore également au supplément littéraire du quotidien Die Burger.

## Œuvre
Willem Anker a publié sa première pièce à l'âge de 25 ans et son premier roman à 28 ans. Figure de proue de la jeune génération d'écrivains de langue afrikaans, il est l'auteur à ce jour (2017) de quatre pièces de théâtre, de deux traductions théâtrales (de l'allemand et de l'anglais) et de deux romans. Son œuvre est régulièrement jouée sur les scènes sud-africaines et dans les festivals. Il a obtenu de nombreux prix littéraires, tant pour son œuvre théâtrale que pour ses romans, dont le prestigieux prix Hertzog en 2016 pour son roman Buys.

## Romans
- 2007 : Siegfried
- 2014 : Buys, 'n Grensroman
- 2020 : Skepsel[2]

Les romans de Willem Anker sont publiés aux éditions Kwela, au Cap.

## Théâtre
- 2004 : Skroothonde
- 2006 : Slaghuis
- 2011 : Skrapnel
- 2015 : Samsa-masjien

## Traductions
Outre sa production en tant qu'auteur, Willem Anker a traduit deux pièces de théâtre qui ont été jouées dans divers festivals en Afrique du Sud :
- de l'allemand : As die broek pas (titre original: Jacke wie Hose) de Manfred Karge (de)
- de l'anglais : Smag (titre original : Crave), de Sarah Kane

## Prix et distinctions
- 2004 : Prix Aartvark du Festival national des arts d'Aardklop pour Skroothonde (théâtre)
- 2006 : Prix Sanlam (théâtre) pour Slaghuis
- 2007 : Prix du premier roman de l'université de Johannesbourg pour Siegfried
- 2008 : Prix Jan Rabie/Rapport pour Siegfried
- 2009 : Prix Smeltkroes (meilleur texte de théâtre) du Festival national des arts d'Aardklop pour Skrapnel
- 2010 : Prix de l'ATKV pour Samsa-masjien (théâtre)
- 2011 : bourse Jan Rabie & Marjorie Wallace pour l'année 2012
- 2015 : Prix W.A Hofmeyr pour Buys
- 2015 : Prix de l'université de Johannesbourg pour Buys
- 2015 : Prix de la chaîne de télévision Kyknet et de l'hebdomadaire Rapport pour Buys
- 2016 : Prix Afrikaans Onbeperk pour Buys
- 2016 : Prix Helgaard Steyn pour Buys
- 2016 : Prix Hertzog[4] pour Buys

## Willem Anker en traduction
- en anglais

Red Dog (titre original : Buys 'n Grensroman), traduit de l'afrikaans par Michiel Heyns, est publié en 2018 simultanément en Afrique du Sud aux éditions Kwela et au Royaume-Uni par la maison d'édition londonienne Pushkin Press (en).
- en néerlandais

Buys (titre original : Buys, 'n Grensroman), traduit de l'afrikaans par Karina van Santen et Rob van der Veer, Podium, Amsterdam 2017